# 徳山村立徳山小学校山手分校
徳山村立徳山小学校山手分校（とくやまそんりつ　とくやましょうがっこう　やまてぶんこう）は、かつて岐阜県揖斐郡徳山村字山手（現・揖斐川町）に存在した公立小学校の分校。

## 概要
- 徳山小学校の分校であり、徳山村字山手の児童が通学していた。山手集落は揖斐川（東谷）沿いの集落であった。
- 徳山ダムの建設により、山手集落はダム湖に水没することとなったため、集団離村。それに伴い廃校となった。

## 沿革
- 1873年（明治6年） - 山手村に伝芳舎冬季分教場として開校（未認可）。
- 1889年（明治22年）7月1日 - 徳山村、山手村、櫨原村、塚村、開田村、戸入村、門入村が合併し、徳山村が発足。
- 1917年（大正6年） - 通年の分校として認可され、徳山尋常小学校山手分教場となる。
- 1919年（大正8年） - 徳山尋常高等小学校山手分教場に改称する。
- 1941年（昭和16年）4月1日 - 徳山国民学校山手分教場に改称する。
- 1947年（昭和22年）4月1日 - 徳山村立徳山小学校山手分校に改称する。山手集落の中学生は徳山小学校櫨原分校に併設された徳山中学校東谷分校に通学する[注釈 4]。
- 1985年（昭和60年）3月 - 休校。
- 1987年（昭和62年）3月31日 - 廃校。